# Juzet-de-Luchon
Pour les articles homonymes, voir Juzet.
Juzet-de-Luchon est une commune française située dans le sud-ouest du département de la Haute-Garonne, en région Occitanie. Sur le plan historique et culturel, la commune est dans le pays de Comminges, correspondant à l’ancien comté de Comminges, circonscription de la province de Gascogne située sur les départements actuels du Gers, de la Haute-Garonne, des Hautes-Pyrénées et de l'Ariège.
Exposée à un climat de montagne, elle est drainée par la Pique, le ruisseau de Bourgs et par divers autres petits cours d'eau. La commune possède un patrimoine naturel remarquable : un site Natura 2000 (« Garonne, Ariège, Hers, Salat, Pique et Neste ») et quatre zones naturelles d'intérêt écologique, faunistique et floristique.
Juzet-de-Luchon est une commune rurale qui compte 372 habitants en 2022, après avoir connu une forte hausse de la population depuis 1975. Elle appartient à l'unité urbaine de Bagnères-de-Luchon et fait partie de l'aire d'attraction de Bagnères-de-Luchon. Ses habitants sont appelés les Juzetois ou  Juzetoises.

## Géographie

### Localisation
La commune de Juzet-de-Luchon se trouve dans le département de la Haute-Garonne, en région Occitanie et est frontalière avec l'Espagne (Catalogne).
Elle se situe à 111 km à vol d'oiseau de Toulouse, préfecture du département, à 35 km de Saint-Gaudens, sous-préfecture, et à 2 km de Bagnères-de-Luchon, bureau centralisateur du canton de Bagnères-de-Luchon dont dépend la commune depuis 2015 pour les élections départementales.
La commune fait en outre partie du bassin de vie de Bagnères-de-Luchon.
Les communes les plus proches sont : 
Sode (1,0 km), Moustajon (1,1 km), Montauban-de-Luchon (1,8 km), Antignac (2,1 km), Bagnères-de-Luchon (2,3 km), Salles-et-Pratviel (2,4 km), Artigue (2,7 km), Cazaril-Laspènes (2,8 km).
Sur le plan historique et culturel, Juzet-de-Luchon fait partie du pays de Comminges, correspondant à l’ancien comté de Comminges, circonscription de la province de Gascogne située sur les départements actuels du Gers, de la Haute-Garonne, des Hautes-Pyrénées et de l'Ariège.
Juzet-de-Luchon est limitrophe de sept autres communes.
Les communes limitrophes sont  Antignac, Bagnères-de-Luchon, Bossòst, Montauban-de-Luchon, Moustajon, Salles-et-Pratviel et Sode.
| Salles-et-Pratviel, Antignac (par un quadripoint) | Sode                |                   |
| Moustajon, Bagnères-de-Luchon                     | Juzet-de-Luchon,    | Bossòst (Espagne) |
|                                                   | Montauban-de-Luchon |                   |

### Géologie et relief
La superficie de la commune est de 680 hectares ; son altitude varie de 608  à   2 000 mètres.

### Hydrographie

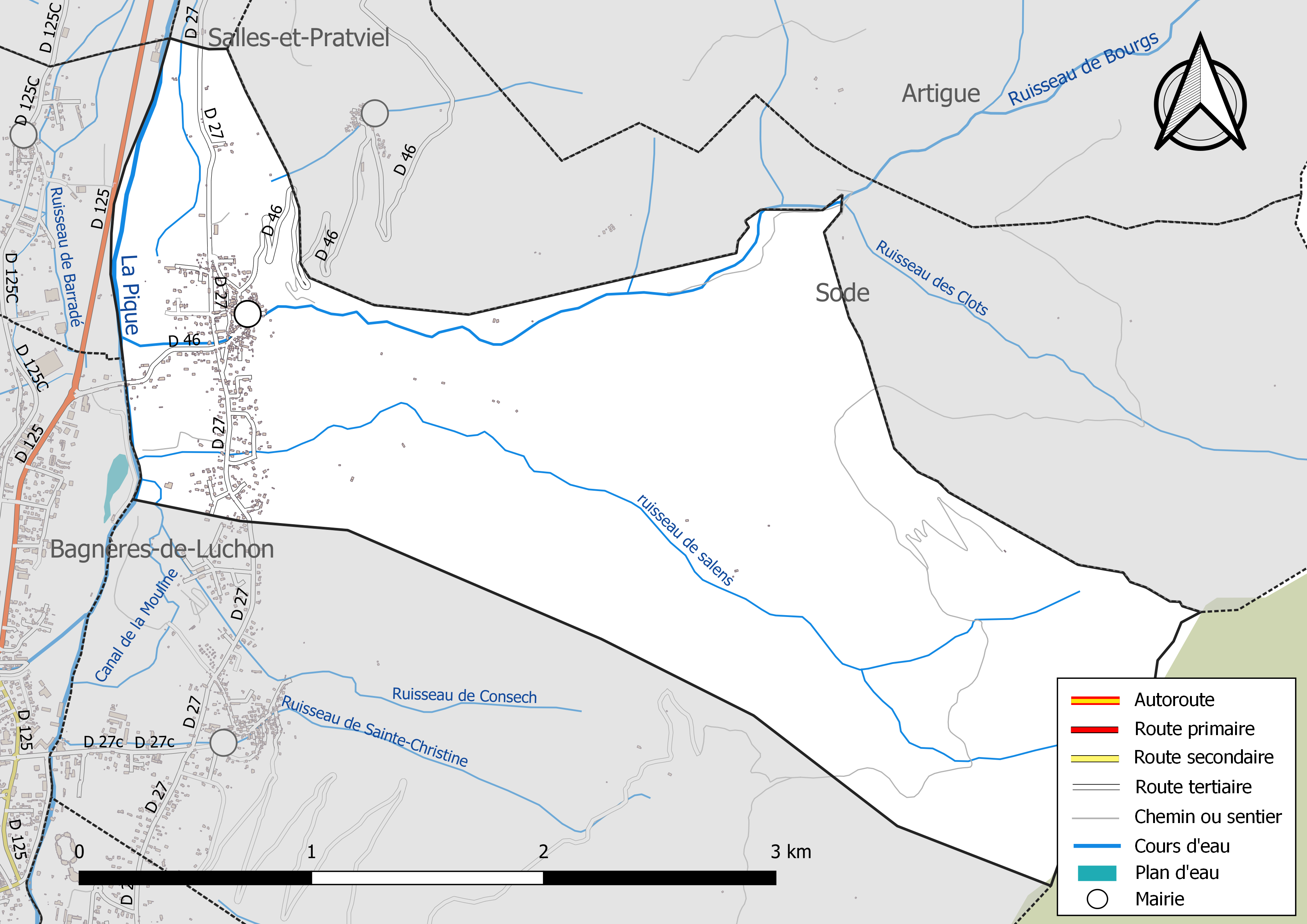
Réseaux hydrographique et routier de Juzet-de-Luchon.

La commune est dans le bassin de la Garonne, au sein du bassin hydrographique Adour-Garonne. Elle est drainée par la Pique, le ruisseau de Bourgs, Canal de la Mouline, le ruisseau de salens et par divers petits cours d'eau, constituant un réseau hydrographique de 11 km de longueur totale,.
La Pique, d'une longueur totale de 32,9 km, prend sa source dans la commune de Bagnères-de-Luchon et s'écoule vers le nord. Elle traverse la commune et se jette dans la Garonne à Chaum, après avoir traversé 17 communes.

### Climat
Pour des articles plus généraux, voir Climat de l'Occitanie et Climat de la Haute-Garonne.
En 2010, le climat de la commune est de type climat des marges montargnardes, selon une étude s'appuyant sur une série de données couvrant la période 1971-2000. En 2020, Météo-France publie une typologie des climats de la France métropolitaine dans laquelle la commune est exposée à un climat de montagne ou de marges de montagne et est dans la région climatique Pyrénées centrales, caractérisée par une pluviométrie annuelle de 1 000 à 1 200 mm.
Pour la période 1971-2000, la température annuelle moyenne est de 10,5 °C, avec une amplitude thermique annuelle de 14,6 °C. Le cumul annuel moyen de précipitations est de 1 206 mm, avec 9,1 jours de précipitations en janvier et 7,5 jours en juillet. Pour la période 1991-2020, la température moyenne annuelle observée sur la station météorologique la plus proche, située sur la commune de Bagnères-de-Luchon à 2 km à vol d'oiseau, est de 11,5 °C et le cumul annuel moyen de précipitations est de 940,5 mm,. Pour l'avenir, les paramètres climatiques de la commune estimés pour 2050 selon différents scénarios d'émission de gaz à effet de serre sont consultables sur un site dédié publié par Météo-France en novembre 2022.

### Milieux naturels et biodiversité

#### Réseau Natura 2000

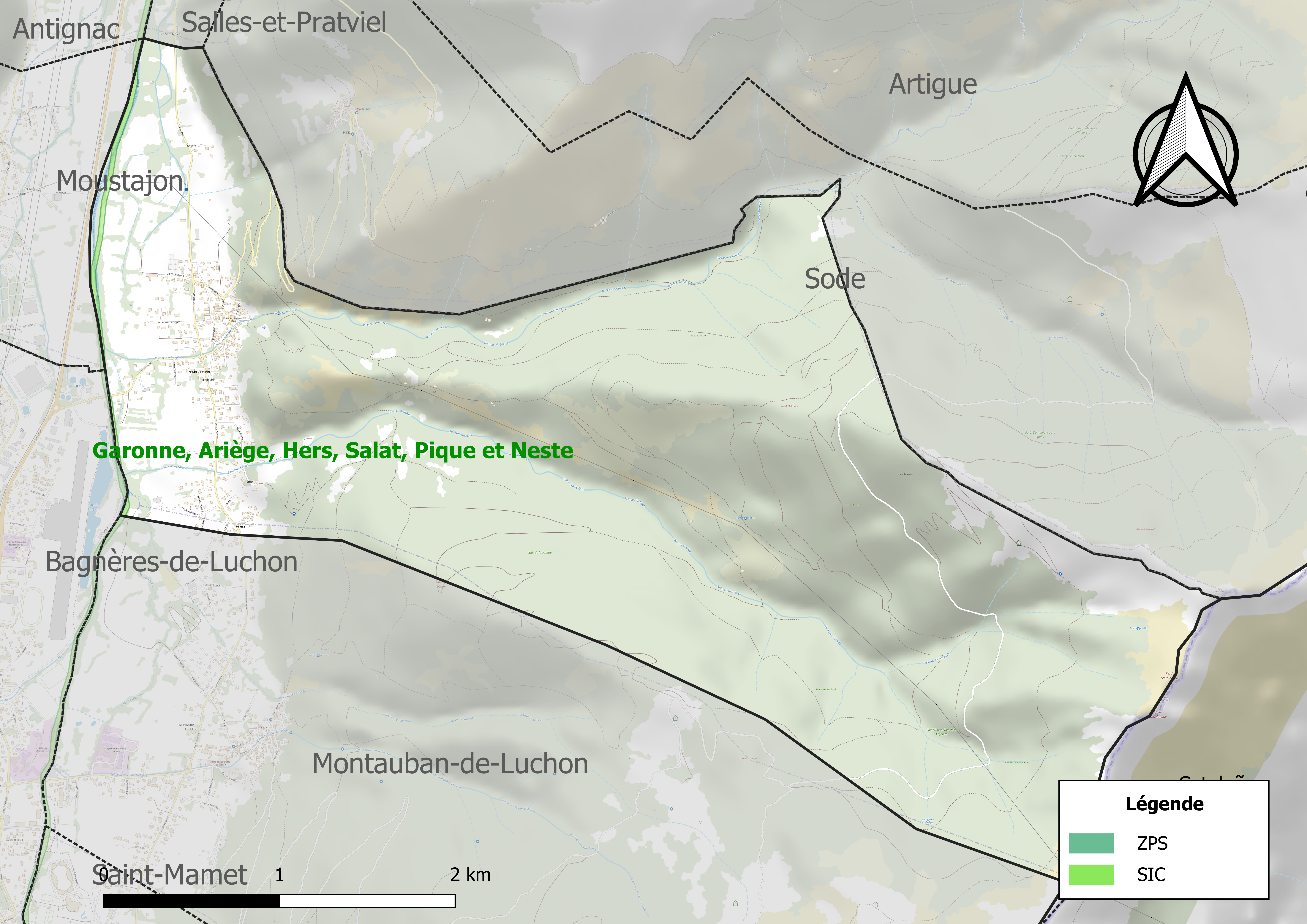
Site Natura 2000 sur le territoire communal.

Le réseau Natura 2000 est un réseau écologique européen de sites naturels d'intérêt écologique élaboré à partir des directives habitats et oiseaux, constitué de zones spéciales de conservation (ZSC) et de zones de protection spéciale (ZPS).
Un site Natura 2000 a été défini sur la commune au titre de la directive habitats : « Garonne, Ariège, Hers, Salat, Pique et Neste », d'une superficie de 9 581 ha, un réseau hydrographique pour les poissons migrateurs (zones de frayères actives et potentielles importantes pour le Saumon en particulier qui fait l'objet d'alevinages réguliers et dont des adultes atteignent déjà Foix sur l'Ariège.

#### Zones naturelles d'intérêt écologique, faunistique et floristique

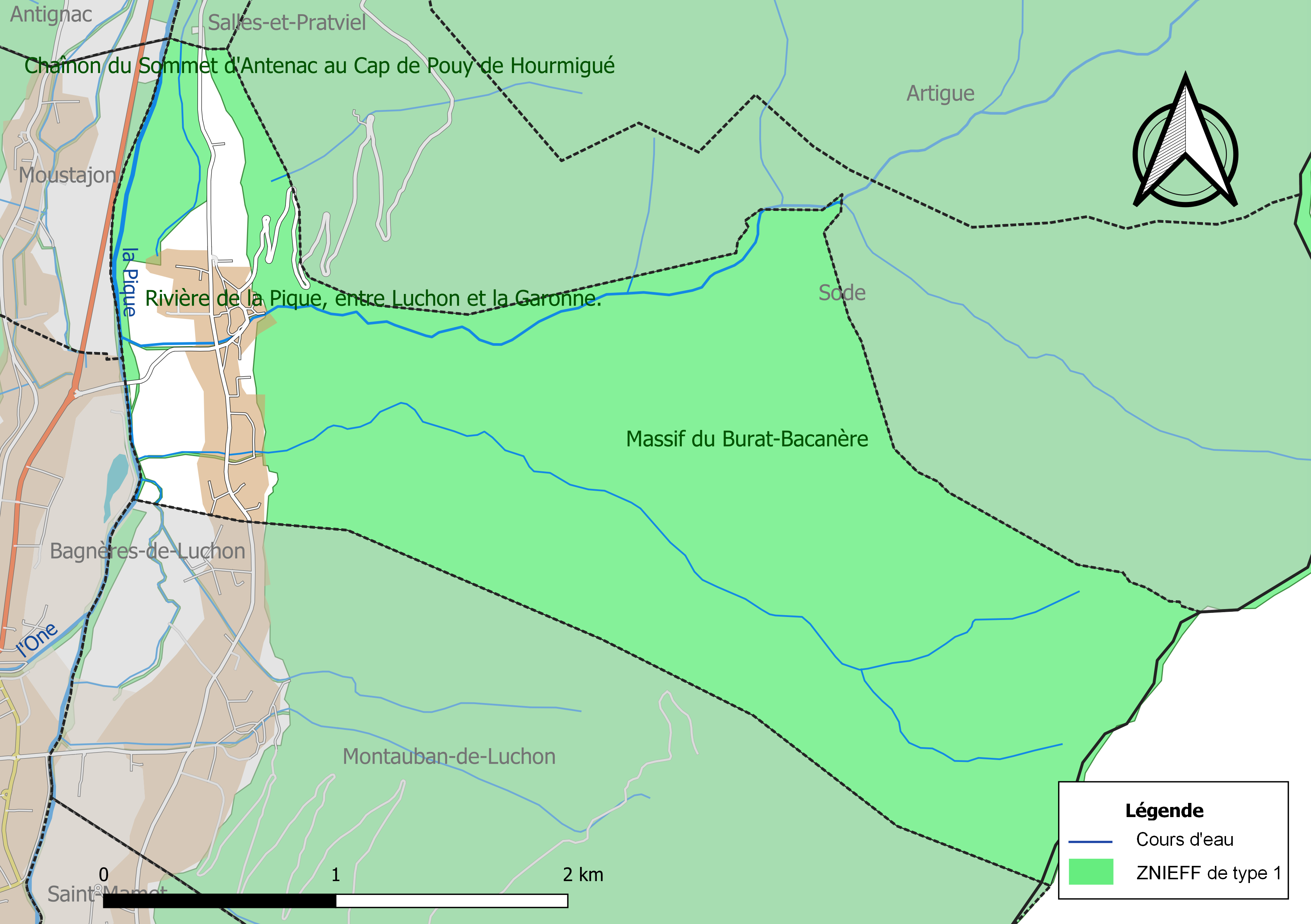
Carte des ZNIEFF de type 1 localisées sur la commune.

L’inventaire des zones naturelles d'intérêt écologique, faunistique et floristique (ZNIEFF) a pour objectif de réaliser une couverture des zones les plus intéressantes sur le plan écologique, essentiellement dans la perspective d’améliorer la connaissance du patrimoine naturel national et de fournir aux différents décideurs un outil d’aide à la prise en compte de l’environnement dans l’aménagement du territoire.
Deux ZNIEFF de type 1 sont recensées sur la commune :
le « massif du Burat-Bacanère » (8 318 ha), couvrant 15 communes du département et 
la « rivière de la Pique, entre Luchon et la Garonne. » (143 ha), couvrant 16 communes du département
et deux ZNIEFF de type 2, : 
- « Garonne amont, Pique et Neste » (1 788 ha), couvrant 112 communes dont 42 dans la Haute-Garonne et 70 dans les Hautes-Pyrénées[25] ;
- la « Haute montagne en Haute-Garonne » (33 294 ha), couvrant 49 communes dont 41 dans la Haute-Garonne et huit dans les Hautes-Pyrénées[26].

## Urbanisme

### Typologie
Au 1er janvier 2024, Juzet-de-Luchon est catégorisée commune rurale à habitat dispersé, selon la nouvelle grille communale de densité à sept niveaux définie par l'Insee en 2022.
Elle appartient à l'unité urbaine de Bagnères-de-Luchon, une agglomération intra-départementale regroupant six  communes, dont elle est une commune de la banlieue,,. Par ailleurs la commune fait partie de l'aire d'attraction de Bagnères-de-Luchon, dont elle est une commune de la couronne,. Cette aire, qui regroupe 44 communes, est catégorisée dans les aires de moins de 50 000 habitants,.

### Occupation des sols
L'occupation des sols de la commune, telle qu'elle ressort de la base de données européenne d’occupation biophysique des sols Corine Land Cover (CLC), est marquée par l'importance des forêts et milieux semi-naturels (87,5 % en 2018), une proportion identique à celle de 1990 (87,5 %). La répartition détaillée en 2018 est la suivante : 
forêts (74,7 %), milieux à végétation arbustive et/ou herbacée (12,8 %), prairies (5,6 %), zones urbanisées (4,5 %), zones agricoles hétérogènes (2,3 %). L'évolution de l’occupation des sols de la commune et de ses infrastructures peut être observée sur les différentes représentations cartographiques du territoire : la carte de Cassini (XVIIIe siècle), la carte d'état-major (1820-1866) et les cartes ou photos aériennes de l'IGN pour la période actuelle (1950 à aujourd'hui).

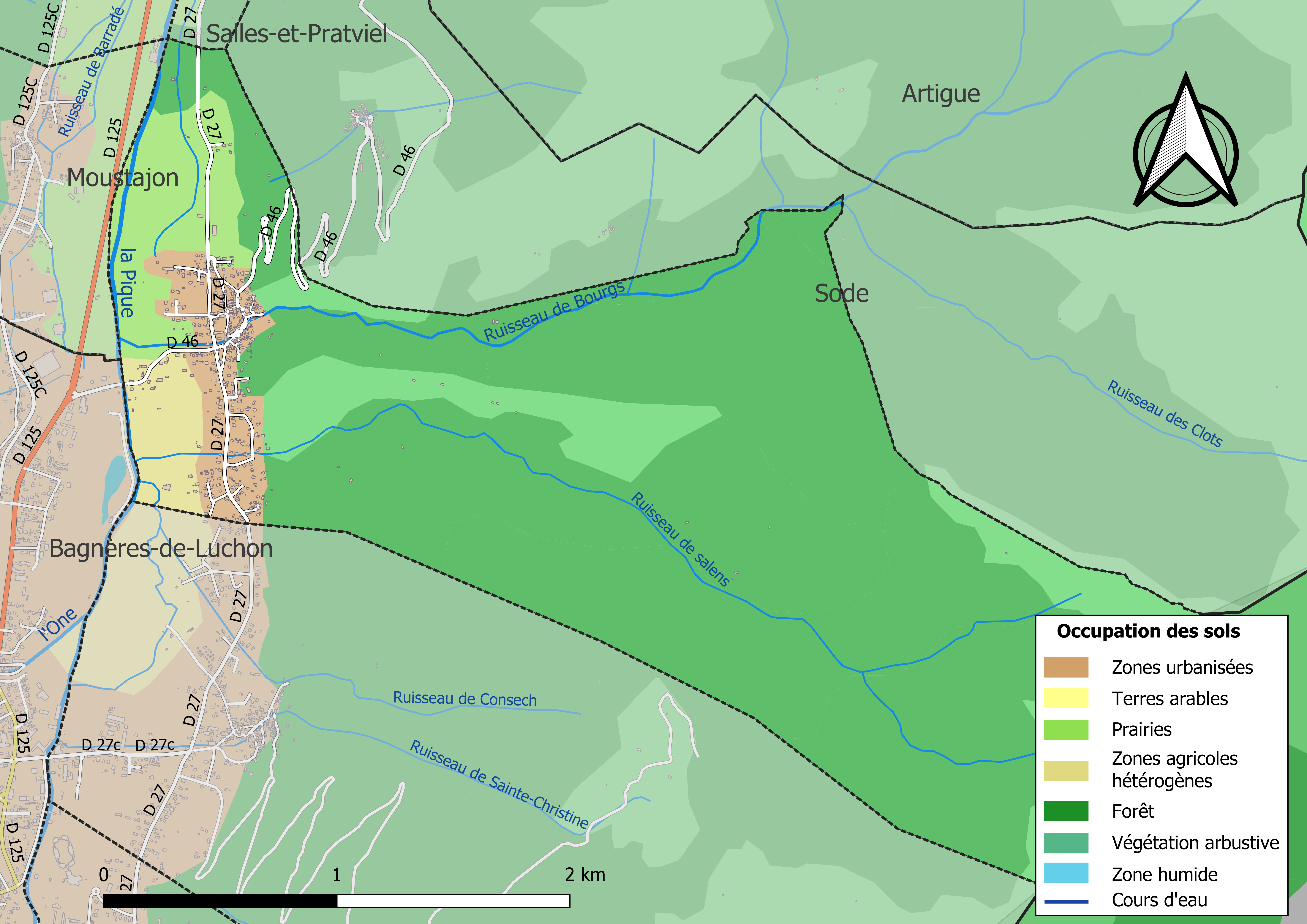
Carte des infrastructures et de l'occupation des sols de la commune en 2018 (CLC).

### Risques majeurs
Le territoire de la commune de Juzet-de-Luchon est vulnérable à différents aléas naturels : météorologiques (tempête, orage, neige, grand froid, canicule ou sécheresse), inondations, feux de forêts, mouvements de terrains et séisme (sismicité moyenne). Il est également exposé à un risque technologique, la rupture d'un barrage, et à un risque particulier : le risque de radon. Un site publié par le BRGM permet d'évaluer simplement et rapidement les risques d'un bien localisé soit par son adresse soit par le numéro de sa parcelle.

#### Risques naturels
Certaines parties du territoire communal sont susceptibles d’être affectées par le risque d’inondation par débordement de cours d'eau, notamment la Pique. La commune a été reconnue en état de catastrophe naturelle au titre des dommages causés par les inondations et coulées de boue survenues en 1982, 1999, 2009 et 2013,.
Un plan départemental de protection des forêts contre les incendies a été approuvé par arrêté préfectoral du 25 septembre 2006. Juzet-de-Luchon est exposée au risque de feu de forêt du fait de la présence sur son territoire du massif des Pyrénées. Il est ainsi défendu aux propriétaires de la commune et à leurs ayants droit de porter ou d’allumer du feu dans l'intérieur et à une distance de 200 mètres des bois, forêts, plantations, reboisements ainsi que des landes. L’écobuage est également interdit, ainsi que les feux de type méchouis et barbecues, à l’exception de ceux prévus dans des installations fixes (non situées sous couvert d'arbres) constituant une dépendance d'habitation,

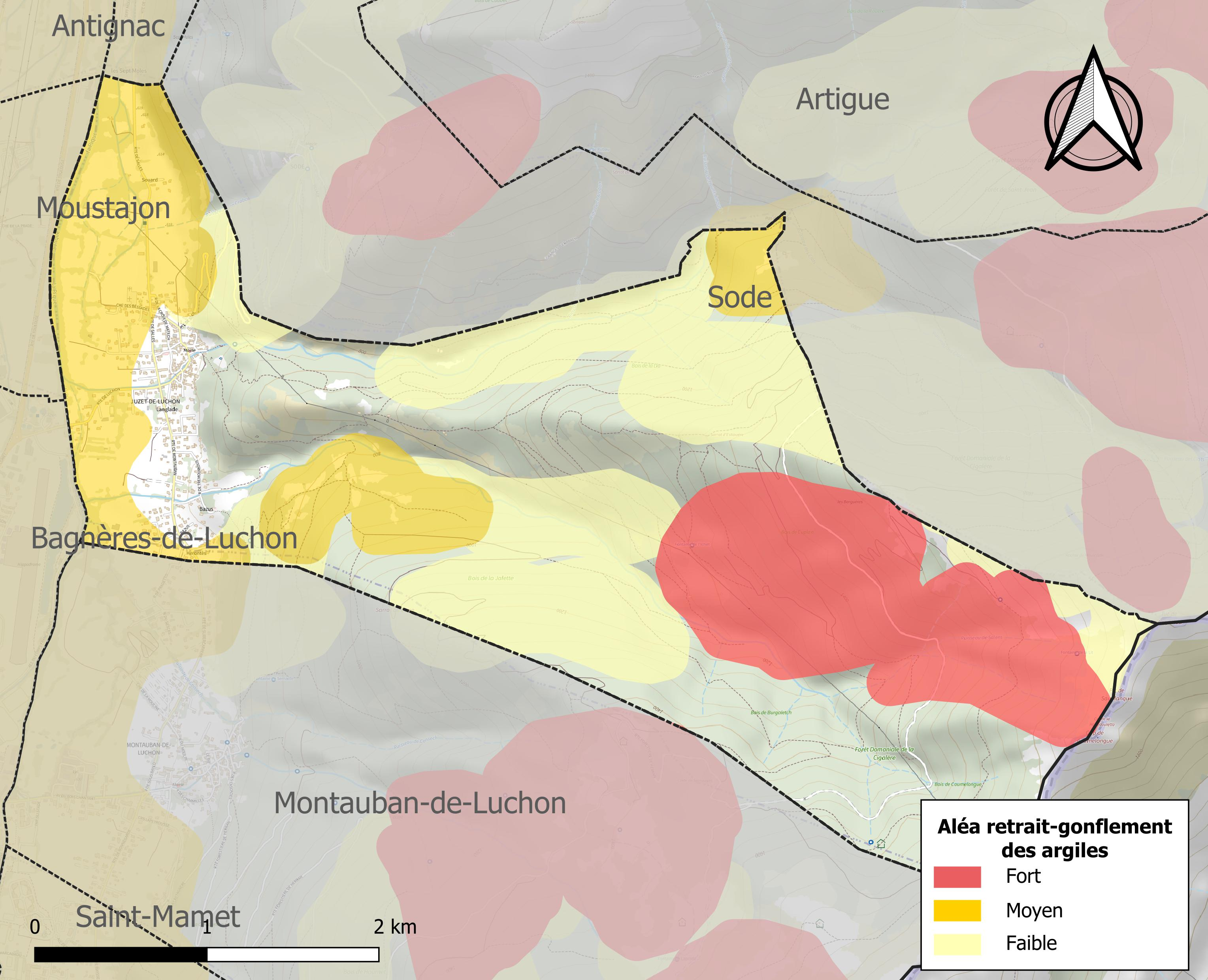
Carte des zones d'aléa retrait-gonflement des sols argileux de Juzet-de-Luchon.

La commune est vulnérable au risque de mouvements de terrains constitué principalement du retrait-gonflement des sols argileux. Cet aléa est susceptible d'engendrer des dommages importants aux bâtiments en cas d’alternance de périodes de sécheresse et de pluie. 37,8 % de la superficie communale est en aléa moyen ou fort (88,8 % au niveau départemental et 48,5 % au niveau national). Sur les 248 bâtiments dénombrés sur la commune en 2019, 68 sont en aléa moyen ou fort, soit 27 %, à comparer aux 98 % au niveau départemental et 54 % au niveau national. Une cartographie de l'exposition du territoire national au retrait gonflement des sols argileux est disponible sur le site du BRGM,.
Par ailleurs, afin de mieux appréhender le risque d’affaissement de terrain, l'inventaire national des cavités souterraines permet de localiser celles situées sur la commune.
Concernant les mouvements de terrains, la commune a été reconnue en état de catastrophe naturelle au titre des dommages causés par des mouvements de terrain en 1999.

#### Risques technologiques
La commune est en outre située en aval du barrage du Portillon sur la Neste d'Oô. À ce titre elle est susceptible d’être touchée par l’onde de submersion consécutive à la rupture de cet ouvrage.

#### Risque particulier
Dans plusieurs parties du territoire national, le radon, accumulé dans certains logements ou autres locaux, peut constituer une source significative d’exposition de la population aux rayonnements ionisants. Certaines communes du département sont concernées par le risque radon à un niveau plus ou moins élevé. Selon la classification de 2018, la commune de Juzet-de-Luchon est classée en zone 3, à savoir zone à potentiel radon significatif.

## Toponymie
En ancien occitan, “jus” ou “juseto” qualifie ce qui est situé en bas.

## Histoire
Au XIVe siècle, à la fin de l’assèchement de la zone marécageuse ayant succédé au lac qui avait occupé le bassin glaciaire de la vallée de Luchon, du verrou de Castel Vielh à celui du rocher de Luret à Cierp, la population a progressivement quitté les sites de Médan, Contre et Hayroles, à mi-pente, pour se rapprocher des terres fertiles du fond de la vallée en s’installant près de l’apport d’eau douce que représentait la cascade de Bourgs, malgré les dangers que représentent son impétuosité.
Cette installation avait été précédée jusqu’à la révolution par la commanderie des Hospitaliers de l'ordre de Saint-Jean de Jérusalem (puis des chevaliers de Malte) au-lieu dit Hérontès (alors dénommé Frontès), à la base de la création de l’Hospice de France, ou du moins de l’établissement qui lui avait préexisté à Jouéou (pré de Jupiter). Cette enclave ecclésiastique apportait de nombreux avantages fiscaux au village, comme en témoignent les écrits de l’époque, ce qui n’empêcha toutefois pas une destruction drastique de la région par une compagnie de Miquelets lors de la guerre de succession d’Espagne le 16 septembre 1711.

### Héraldique
|  | Les armoiries de Juzet-de-Luchon se blasonnent ainsi : Ecartelé : au premier d’azur à une branchette de chêne d’argent en bande feuillée d’une pièce du même en barre et fruitée à senestre d’un gland au naturel ; au second d’azur à une montagne d’argent, entre deux versants de sinople mouvant des flancs, d’où descend un torrent serpentant aussi d’argent, et à un pignon de bergerie du même maçonné de sable brochant en pointe à senestre sur le torrent ; au troisième de sinople à deux bœufs d’argent attelés à un joug de sable, descendant en tirant deux troncs d’arbre d’or, le tout en barre ; au quatrième d’azur à un soleil non figuré d’or. Blason officiel aimablement communiqué par JP Fernon. |

## Politique et administration

### Administration municipale
Le nombre d'habitants au recensement de 2011 étant compris entre 100 et 499, le nombre de membres du conseil municipal pour l'élection de 2014 est de onze,.

### Rattachements administratifs et électoraux
Commune faisant partie de la huitième circonscription de la Haute-Garonne, de la communauté de communes des Pyrénées Haut-Garonnaises et du canton de Bagnères-de-Luchon. Avant le 1er janvier 2017, Juzet-de-Luchon faisait partie de la communauté de communes du Pays de Luchon.

### Liste des maires
| Période                                  | Période    | Identité         | Étiquette | Qualité       |
| ---------------------------------------- | ---------- | ---------------- | --------- | ------------- |
| mars 2001                                | avril 2014 | Francine Sanchis |           |               |
| avril 2014                               | En cours   | Alain Lafontan   | SE        | Fonctionnaire |
| Les données manquantes sont à compléter. |            |                  |           |               |

## Population et société

### Démographie
L'évolution du nombre d'habitants est connue à travers les recensements de la population effectués dans la commune depuis 1793. Pour les communes de moins de 10 000 habitants, une enquête de recensement portant sur toute la population est réalisée tous les cinq ans, les populations de référence des années intermédiaires étant quant à elles estimées par interpolation ou extrapolation. Pour la commune, le premier recensement exhaustif entrant dans le cadre du nouveau dispositif a été réalisé en 2004.

En 2022, la commune comptait 372 habitants, en évolution de +2,48 % par rapport à 2016 (Haute-Garonne : +8,02 %, France hors Mayotte : +2,11 %).
| 1793 | 1800 | 1806 | 1821 | 1831 | 1836 | 1841 | 1846 | 1851 |
| ---- | ---- | ---- | ---- | ---- | ---- | ---- | ---- | ---- |
| 297  | 139  | 287  | 326  | 401  | 405  | 408  | 435  | 414  |

| 1856 | 1861 | 1866 | 1872 | 1876 | 1881 | 1886 | 1891 | 1896 |
| ---- | ---- | ---- | ---- | ---- | ---- | ---- | ---- | ---- |
| 429  | 426  | 433  | 385  | 367  | 362  | 407  | 362  | 361  |

| 1901 | 1906 | 1911 | 1921 | 1926 | 1931 | 1936 | 1946 | 1954 |
| ---- | ---- | ---- | ---- | ---- | ---- | ---- | ---- | ---- |
| 342  | 358  | 296  | 263  | 291  | 312  | 281  | 252  | 228  |

| 1962 | 1968 | 1975 | 1982 | 1990 | 1999 | 2004 | 2006 | 2009 |
| ---- | ---- | ---- | ---- | ---- | ---- | ---- | ---- | ---- |
| 222  | 223  | 249  | 286  | 331  | 379  | 390  | 390  | 388  |

| 2014 | 2019 | 2022 | - | - | - | - | - | - |
| ---- | ---- | ---- | - | - | - | - | - | - |
| 370  | 381  | 372  | - | - | - | - | - | - |

| selon la population municipale des années : | 1968 | 1975 | 1982 | 1990 | 1999 | 2006 | 2009 | 2013 |
| Rang de la commune dans le département      | 271  | 298  | 259  | 254  | 236  | 262  | 275  | 285  |
| Nombre de communes du département           | 592  | 582  | 586  | 588  | 588  | 588  | 589  | 589  |

### Enseignement
Juzet-de-Luchon fait partie de l'académie de Toulouse.

### Culture et festivités
Panthéon pyrénéen, comité des fêtes,

### Activités sportives
Chasse, randonnée pédestre

### Écologie et recyclage
La collecte et le traitement des déchets des ménages et des déchets assimilés ainsi que la protection et la mise en valeur de l'environnement se font dans le cadre de la communauté de communes du Pays de Luchon.

## Économie

### Revenus
En 2018  (données Insee publiées en septembre 2021), la commune compte 187 ménages fiscaux, regroupant 378 personnes. La médiane du revenu disponible par unité de consommation est de 21 120 € (23 140 € dans le département).

### Emploi
|                | 2008  | 2013  | 2018  |
| -------------- | ----- | ----- | ----- |
| Commune        | 2,9 % | 6,8 % | 5,8 % |
| Département    | 7,7 % | 9,6 % | 9,3 % |
| France entière | 8,3 % | 10 %  | 10 %  |

En 2018, la population âgée de 15 à 64 ans s'élève à 205 personnes, parmi lesquelles on compte 76,9 % d'actifs (71,2 % ayant un emploi et 5,8 % de chômeurs) et 23,1 % d'inactifs,. Depuis 2008, le taux de chômage communal (au sens du recensement) des 15-64 ans est inférieur à celui de la France et du département.
La commune fait partie de la couronne de l'aire d'attraction de Bagnères-de-Luchon, du fait qu'au moins 15 % des actifs travaillent dans le pôle,. Elle compte 25 emplois en 2018, contre 36 en 2013 et 37 en 2008. Le nombre d'actifs ayant un emploi résidant dans la commune est de 149, soit un indicateur de concentration d'emploi de 16,6 % et un taux d'activité parmi les 15 ans ou plus de 47,4 %.
Sur ces 149 actifs de 15 ans ou plus ayant un emploi, 19 travaillent dans la commune, soit 13 % des habitants. Pour se rendre au travail, 90,7 % des habitants utilisent un véhicule personnel ou de fonction à quatre roues, 0,7 % les transports en commun, 7,3 % s'y rendent en deux-roues, à vélo ou à pied et 1,3 % n'ont pas besoin de transport (travail au domicile).

### Activités hors agriculture
23 établissements sont implantés  à Juzet-de-Luchon au 31 décembre 2019. Le tableau ci-dessous en détaille le nombre par secteur d'activité et compare les ratios avec ceux du département,.
Le secteur de l'administration publique, l'enseignement, la santé humaine et l'action sociale est prépondérant sur la commune puisqu'il représente 26,1 % du nombre total d'établissements de la commune (6 sur les 23 entreprises implantées  à Juzet-de-Luchon), contre 16,6 % au niveau départemental.

### Agriculture
|               | 1988 | 2000 | 2010 | 2020 |
| ------------- | ---- | ---- | ---- | ---- |
| Exploitations | 11   | 8    | 9    | 3    |
| SAU (ha)      | 152  | 197  | 100  | 112  |

La commune est dans les « Pyrénées centrales », une petite région agricole occupant le sud du département de la Haute-Garonne, massif montagneux où s’étagent les vallées profondes, la forêt et les zones intermédiaires, les estives. En 2020, l'orientation technico-économique de l'agriculture  sur la commune est l'élevage de bovins, pour la viande. Trois exploitations agricoles ayant leur siège dans la commune sont dénombrées lors du recensement agricole de 2020 (onze en 1988). La superficie agricole utilisée est de 112 ha,,.

## Culture locale et patrimoine

### Lieux et monuments

#### Église Saint-Blaise et Sainte-Eulalie
La première église, romane, est emportée par l'inondation de 1540. Elle est reconstruite en 1860, trois ans après celle de Bagnères-de-Luchon, grâce au ministre de Napoléon III, Achille Fould qui règla une grande partie du montant. Autour de l'église, on trouve une croix de mission en fer sur un socle en marbre, datée de 1851 célébrant le jubilé de Saint-Bertrand de Comminges. L'église est dédié à saint Blaise et sainte Eulalie.
A l'extérieur de l'église, à gauche de la porte d'entrée, se trouve posée debout la pierre tombale, contenant l'épitaphe suivante : "Ci-git Me Bernard Forgue, bachelier en théologie, curé de Juzet, natif de la ville d'Arreau, décédé le 19 Août 1806". Il s'agit bien sûr du dernier vicaire de l'ordre de Malte à Juzet né en 1732, vicaire de 1762 à 1790, prêtre jureur. On lui doit la culture des premières pommes de terre à Juzet.
L'église a récemment été restaurée. La restauration concernait le chœur (peintures d'un magnifique bleu aux étoiles), les statues (nettoyage et remise en état), un pupitre fut créé aux symboles de la vallée, et des vitraux furent créés par un atelier de Montréjeau. Le plafond à caissons date également de cette restauration, il s'agit d'un choix de la mairie.

#### Le Vrai château
Place de l'Ormeau, au nord du village, au départ de la route de Sode, se trouve le dit ''Vrai Château".
Juzet ayant été totalement mis à sac par les Miquelets en 1711, le château est donc postérieur à cette date. Il serait de la même époque du château Lafont-Lassalle, de Bagnères-de-Luchon (1772). Il comporte deux parties d'époques différentes. Le château est la propriété de la riche famille juzetoise Fadeuilhe. Cette famille a fourni trois maires à la commune au début du XIXe siècle. La famille Comet le rachète vers 1900 et en reste propriétaire jusqu'à nos jours (Famille Lafontan-Comet).

#### Château de Bazus
Ce château daté de la fin du XIXe siècle doit son nom au sieur Sode de Bazus. Il était le propriétaire du terrain au XVIIIe siècle.
Situé sur un cône de déjection sur la rive gauche du Salens, il domine la vallée de Luchon. Il fut longtemps la propriété de l'ancien maire Daniel Baqué. Ce dernier a utilisé des pierres de réemploi ainsi que des copies d'ancien afin de décorer les encadrements de portes et fenêtres de la bâtisse d'allure romantique.

#### Les quatre croix de mission
Ces quatre croix sont dites « croix de mission ». Elles ont été plantées à proximité de l'église ; à Hérontès, au bord de la D 27 marquant la limite entre Juzet et Montauban ; puis marquant les limites entre Juzet et Salles au bord du ruisseau de Sept-moles ; enfin, sur la route montant à Artigues marquant les limites entre Juzet et Sode ; par des prêtres catholiques venus réévangéliser les zones rurales au XIXe siècle.

#### Cascade de Juzet[55]
La cascade coule tout au long de l'année. Les rochers en bas de la coulée d'eau permettent de se baigner les pieds, en été, dans les eaux claires. Le débit d'eau est évidemment bien supérieur au moment de la fonte des neiges.

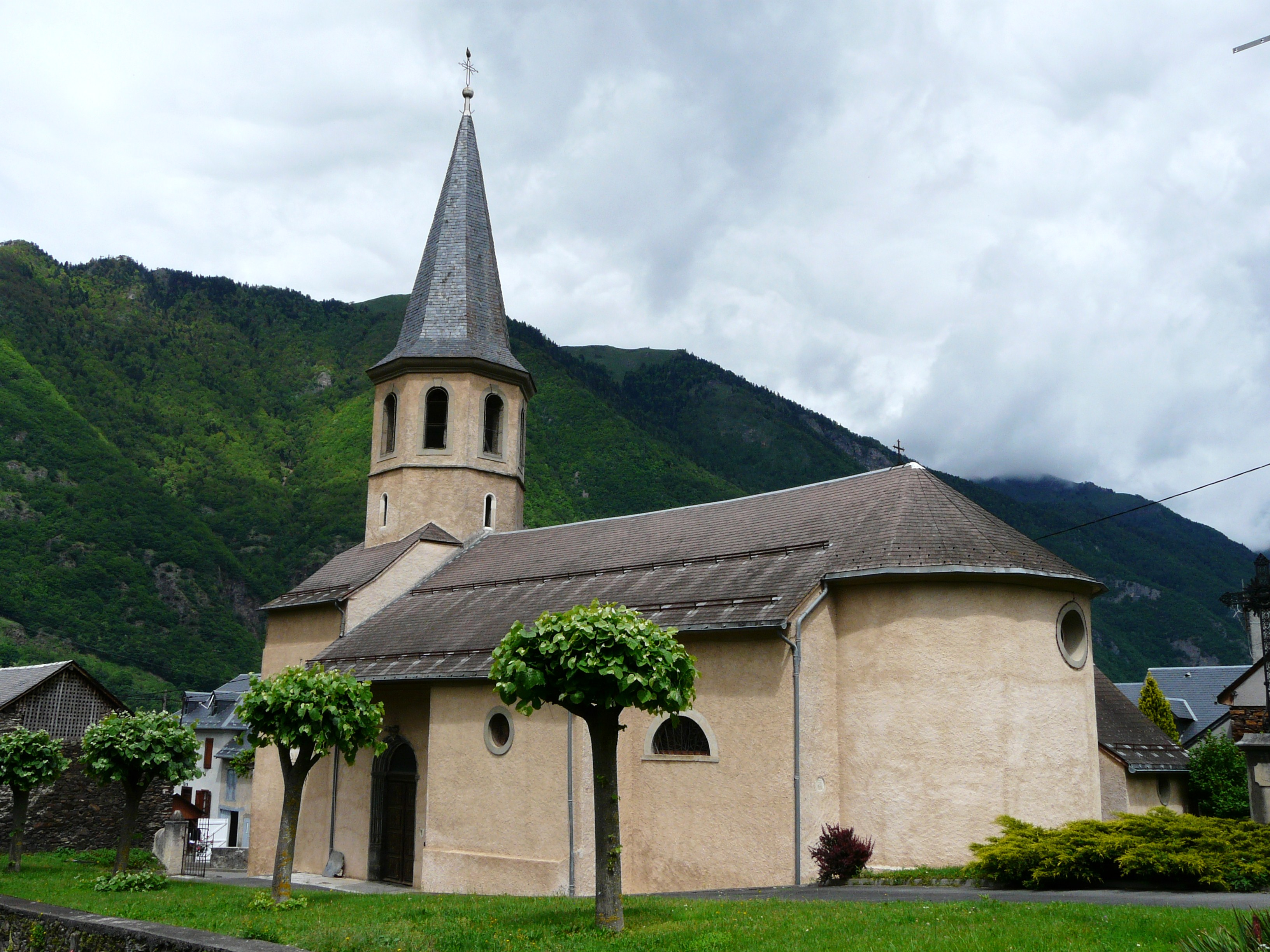
L'église de Juzet-de-Luchon.
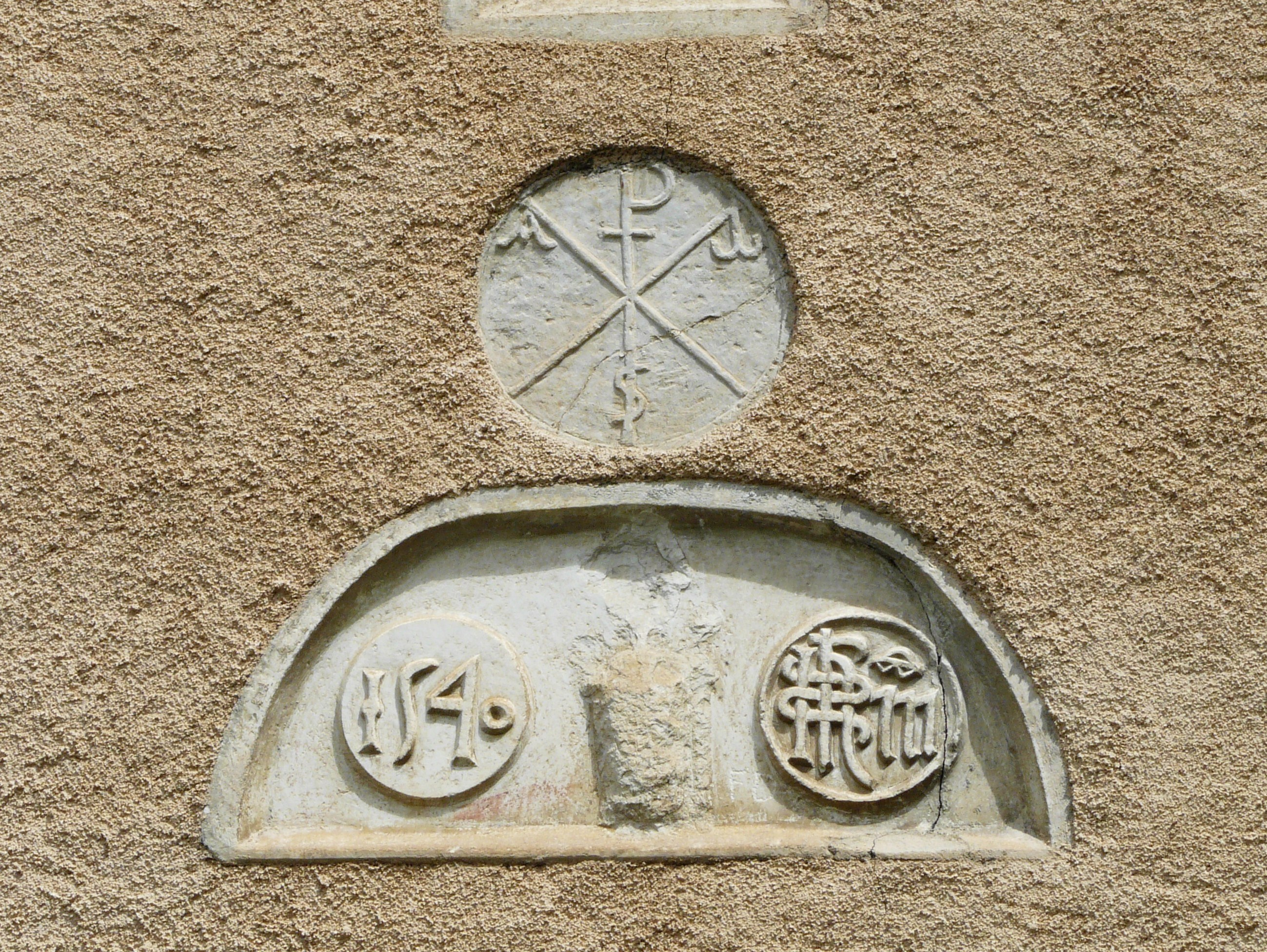
Plaques en remploi sur le mur de l'église.
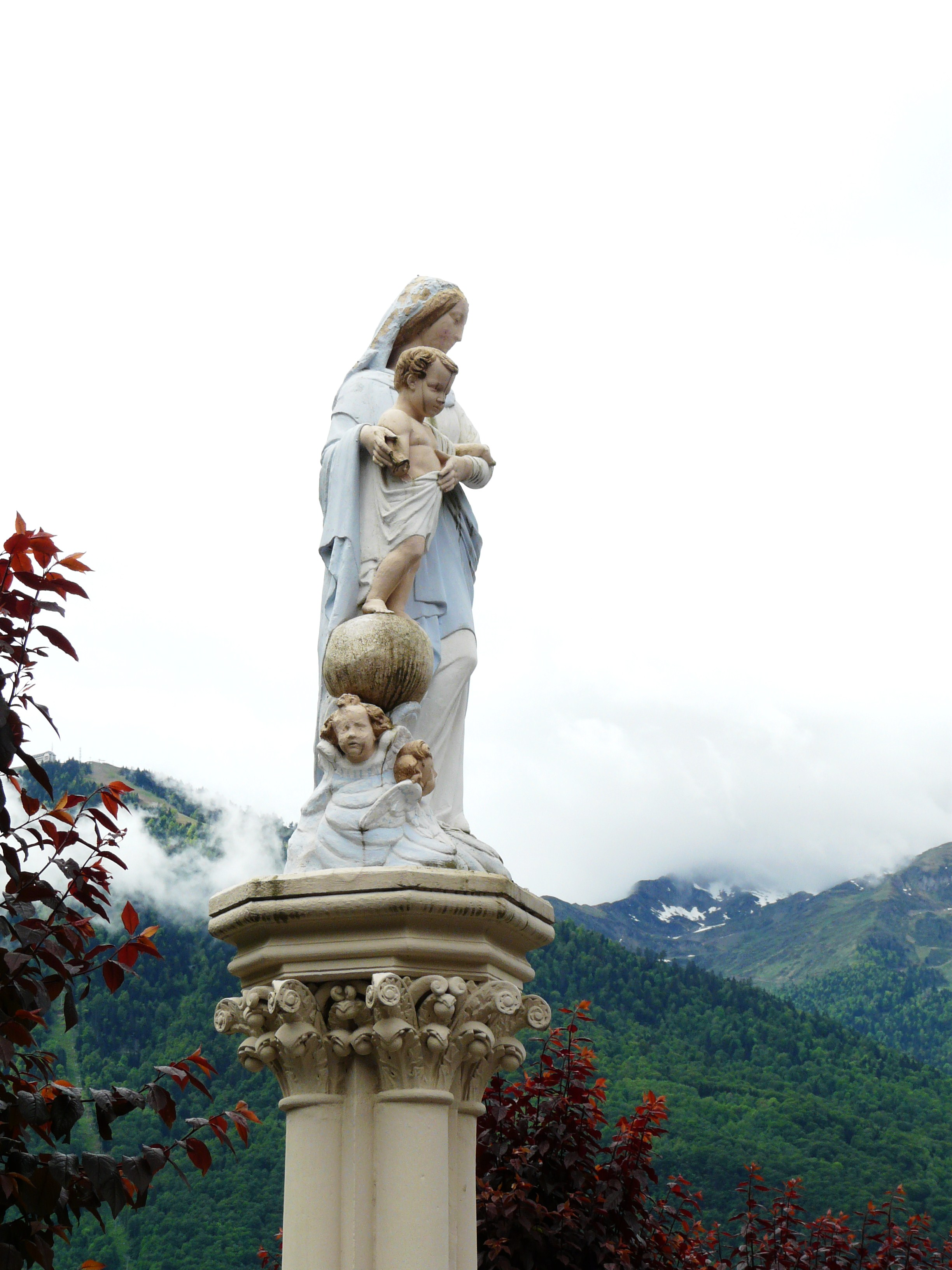
Statue de la Vierge à l'enfant dans le village.
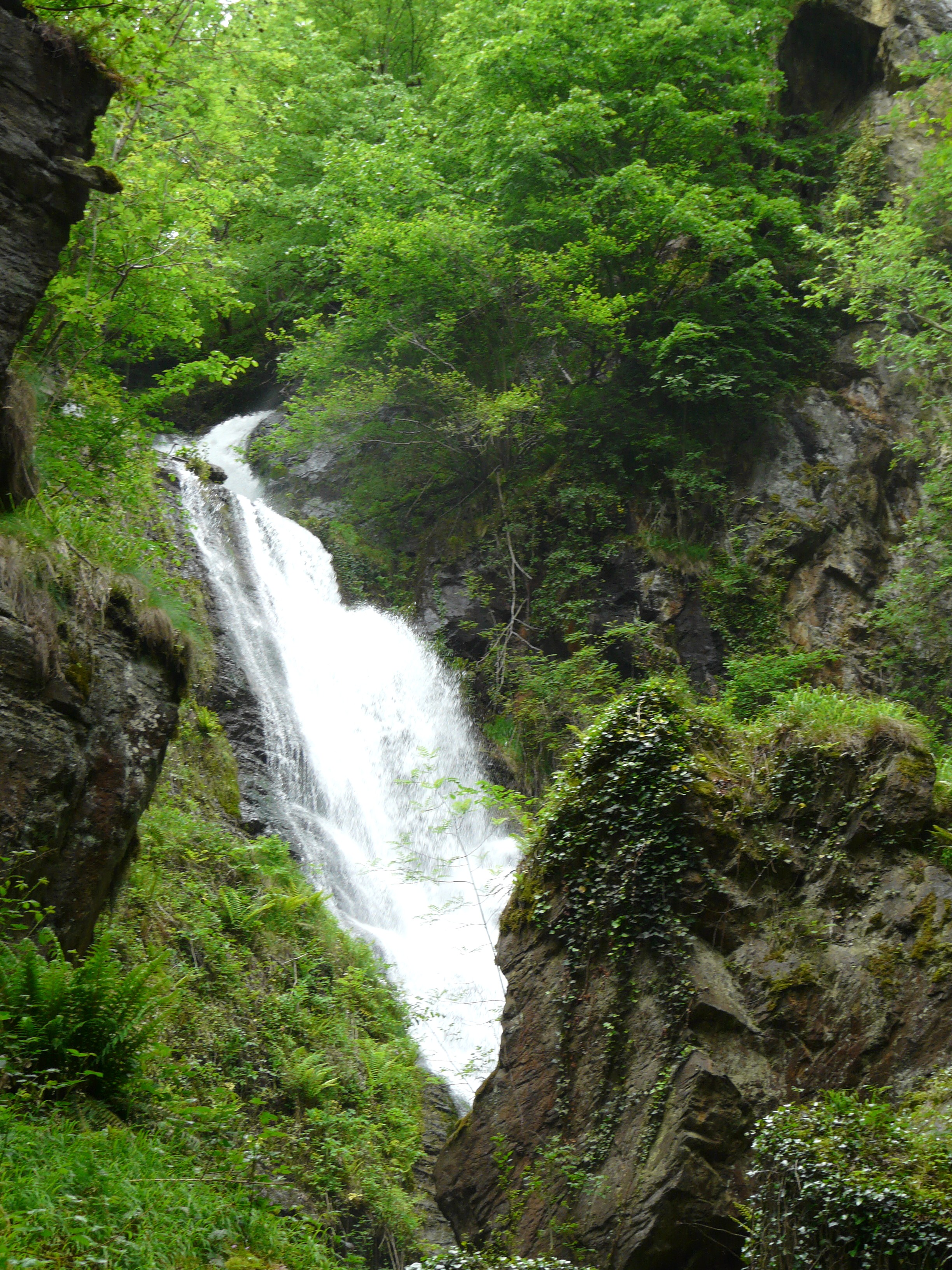
La cascade de Juzet.
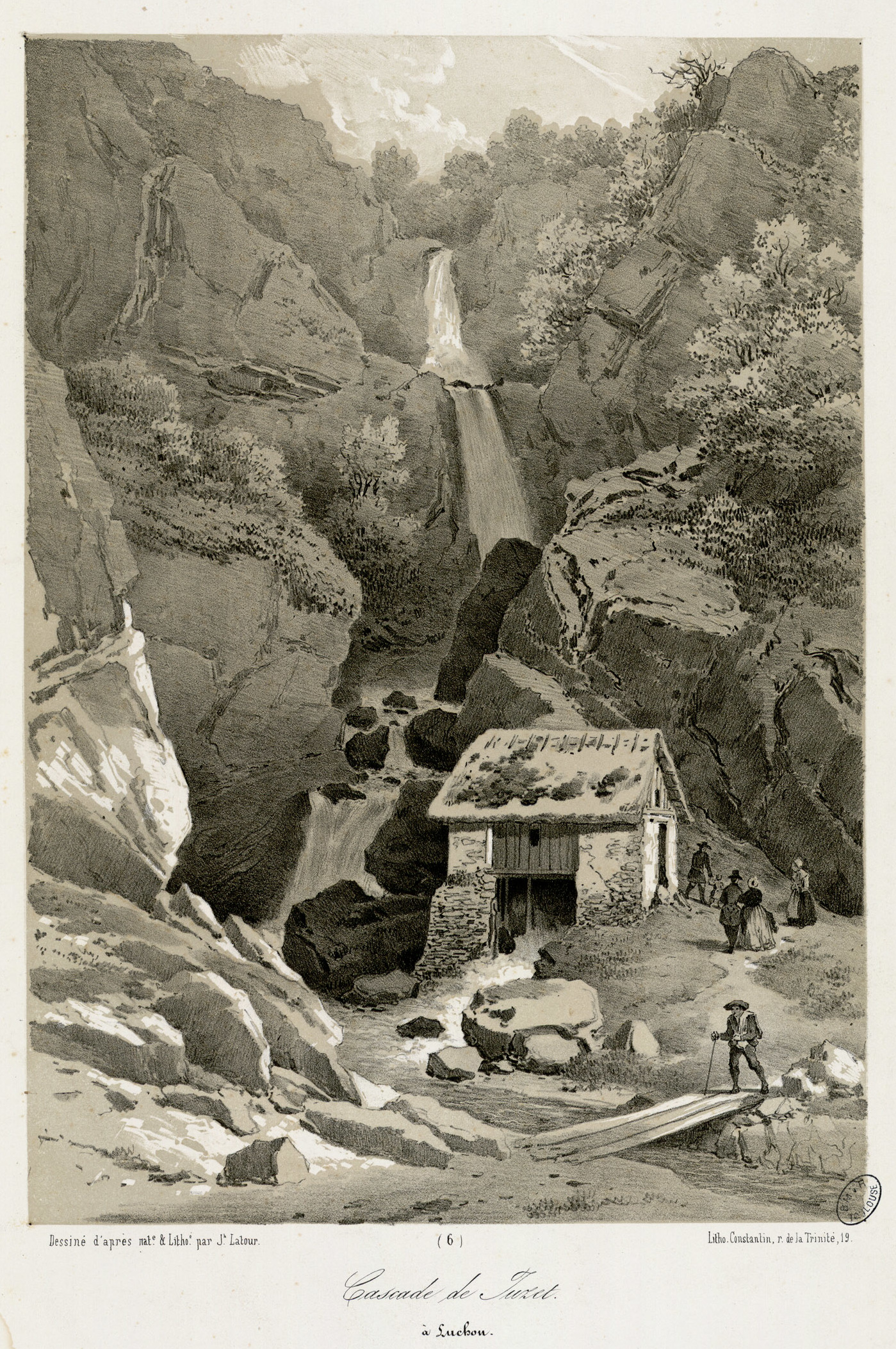
La cascade de Juzet au milieu du XIXe siècle par Joseph Latour.

### Personnalités liées à la commune
- Edmond Rostand
  - Dans Cyrano de Bergerac, acte 4, scène VI, l'auteur s'est inspiré de la toponymie de la vallée de Luchon, entre autres, pour nommer ses cadets de Gascogne : on y trouve un « chevalier d'Antignac-Juzet ».